# Liste der Monuments historiques in Gomelange
Die Liste der Monuments historiques in Gomelange führt die Monuments historiques in der französischen Gemeinde Gomelange auf.

## Liste der Objekte
| Bezeichnung                | Beschreibung                     | Standort                       | Kennzeichnung | Schutzstatus | Datum | Bild |
| -------------------------- | -------------------------------- | ------------------------------ | ------------- | ------------ | ----- | ---- |
| Orgel                      | Haupteintrag für PM57000420      | in der Kirche St-Martin (Lage) | PM57000724    | Classé       | 1990  |      |
| Instrumentalteil der Orgel | 1870 von Dalstein-Hærpfer gebaut | in der Kirche St-Martin (Lage) | PM57000420    | Classé       | 1990  |      |